# Кожина (деревня)
Кожина (Кожино) — деревня в Кудымкарском районе Пермского края. Входила в состав Степановского сельского поселения. Располагается юго-западнее от города Кудымкара примерно в 4 км от его центра. В 1982 году значилась как нежилая. По данным Всероссийской переписи населения 2010 года, в деревне проживало 24 человека (13 мужчин и 11 женщин).